# Koi to senkyo to chocolate
Koi to senkyo to chocolate (恋と選挙とチョコレート?, Koi to senkyo to chokorēto, lett. "Amore, elezioni e cioccolato"), anche conosciuto come Koichoco (恋チョコ?) è una visual novel per adulti giapponese sviluppata dalla Sprite, e pubblicata in Giappone il 29 ottobre 2010 per Microsoft Windows. Il gameplay di Koi to senkyo to chocolate segue una linea narrativa ramificata, che offre al giocatore diversi possibili svolgimenti degli eventi e numerosi finali con ognuna delle cinque protagoniste femminili. Sono stati pubblicati due adattamenti manga, entrambi pubblicati dalla ASCII Media Works ed una serie televisiva anime della AIC Build diretta da Tōru Kitahara nel 2012. A differenza che nel videogioco, nei manga e nella serie televisiva non è presente alcun elemento erotico.

## Trama
Koi to senkyo to chocolate segue il protagonista Yūki Ōjima, che frequenta il Takafuji Private Academy (私立高藤学園?, Shiritsu Takafuji Gakuen), una enorme scuola a cui sono iscritti oltre 6.000 studenti. Yūki è membro del Food Research Club (食品研究部?, Shokuhin kenkyū-bu), anche conosciuto come "Shokken" (ショッケン?), insieme ad altri sette studenti, inclusa la sua amica di infanzia Chisato Sumiyoshi. Tuttavia i membri del club trascorrono pigramente il proprio tempo senza fare quasi nulla. Quando arriva il momento di eleggere il nuovo presidente del consiglio studentesco, l'unico candidato, Satsuki Shinonome propone che i club che non fanno alcuna attività dovrebbero essere aboliti e chiusi. Il Food Research Club quindi chiede consiglio al presidente del consiglio studentesco in carica Yakumo Mōri, che suggerisce a Yūki di proporre un candidato alternativo a Satsuki. Yūki quindi decide di proporre se stesso come candidato alla presidenza del consiglio studentesco, pur di salvare il proprio club.

## Personaggi

I protagonisti così come appaiono nell'anime

Yūki Ōjima (大島 裕樹?, Ōjima Yūki)
Doppiato da Yūichi Nakamura
Yūki è il protagonista di Koi to senkyo to chocolate ed è uno studente al secondo anno della Takafuji Academy, che vive in un appartamento con la propria madre. Suo padre invece è morto quando lui era piccolo. È un membro dello Shokken.
Chisato Sumiyoshi (住吉 千里?, Sumiyoshi Chisato)
Doppiata da Kikyō Kakitsubata (PC), Eriko Nakamura (PSP/anime)
Chisato è una studentessa del secondo anno della Takafuji Academy ed è un'amica di infanzia di Yūki. È la presidentessa del club Shokken. Non le piace il cioccolato in seguito ad un episodio del suo passato.
Isara Aomi (青海 衣更?, Aomi Isara)
Doppiata da Mitsu Anzu (PC), Mai Kadowaki (PSP/anime)
Isara è una studentessa del primo anno. Vive con la madre e due fratelli minori e lavora presso un fast food dato che la sua famiglia è molto povera.
Michiru Morishita (森下 未散?, Morishita Michiru)
Doppiata da Riko Inohara (PC), Asami Imai (PSP/anime)
Michiru è una studentessa del primo anno, compagna di classe di Isara. È l'ultima arrivata al Shokken, appena prima dell'elezione del consiglio studentesco. Vive nel dormitorio della scuola, dato che la sua casa è estremamente lontana.
Mifuyu Kiba (木場 美冬?, Kiba Mifuyu)
Doppiata da Arisu Narusaka (PC), Kaori Mizuhashi (PSP/anime)
Mifuyu è una studentessa del secondo anno, compagna di classe di Yūki e membro dello Shokken. È un anno più grande di Yūki dato che ha dovuto ripetere l'anno per via di una malattia. Proviene da Hokkaidō. Yūki, Chisato e Mifuyu vanno a scuola insieme ogni mattina.
Satsuki Shinonome (東雲 皐月?, Shinonome Satsuki)
Doppiata da Sumire Konatsu (PC game), Yū Asakawa (PSP game/anime)
Satsuki è una studentessa del secondo anno, membro del consiglio studentesco e capo del dipartimento delle questioni finanziarie. È una ragazza molto intelligente ed una delle candidate più quotate per ricoprire il ruolo di nuovo presidente del consiglio. La sua famiglia possiede un negozio di wagashi.

## Media

### Videogioco
Koi to senkyo to chocolate inizia come videogioco pubblicato nel 2010 per Microsoft Windows e PlayStation Portable. Si tratta di una visual novel romantica nella quale il giocatore assume il controllo del personaggio di Yūki Ōjima. Il gameplay di gioco richiede pochissima interazione al giocatore, dato che la maggior parte del tempo di gioco si trascorre leggendo il testo sullo schermo, che rappresenta i dialoghi fra i personaggi ed i pensieri del protagonista. Koi to senkyo to chocolate segue una linea narrativa ramificata con finali multipli, ed a seconda delle decisioni fatte dal giocatore durante il gioco, la trama va avanti in una specifica direzione.
Ci sono cinque principali linee narrative che è possibile seguire, una per ognuna delle cinque protagoniste femminili della storia. Di tanto in tanto, il giocatore arriva ad un punto in cui gli viene data la possibilità di effettuare delle scelte. In questi punti lo scorrere del testo si ferma in attesa della decisione del giocatore. Per poter esplorare tutte le possibili storie del gioco, il giocatore non ha altra scelta che rigiocare daccapo il videogioco e seguire scelte diverse. Nella versione hentai del gioco, sono presenti diverse scene in cui vengono mostrate scene di sesso fra Yuki ed una delle protagoniste femminili.

#### Colonna sonora
Sigla di apertura
- Initiative cantata da Mami Kawada

Insert song
- Piece of My Heart cantata da Nami Maisaki

Sigle di chiusura
- Jewelry Time cantata da Ceui
- A Little Love Song cantata da Eriko Nakamura (finale con Chisato)
- Mitsuba no Clover" (三つ葉のクローバー?) cantata da Mai Kadowaki (finale con Isara)
- Kimi no Iro Oshiete (きみのいろ おしえて?) cantata da Asami Imai (finale con Michiru)
- Kizutsukerareru yori Kizutsukeru Hō ga Itai yo, Nante... (傷つけられるより傷つけるほうが痛いよ、なんて...?) cantata da Kaori Mizuhashi (finale con Mifuyu)
- Aozora StartingLine (青空StartingLine?)  cantata da Yū Asakawa (finale con Satsuki)

### Manga
Un adattamento manga illustrato da Tōko Kanno ed intitolato Koi to senkyo to chocolate ha iniziato ad essere serializzato nel numero di febbraio 2011 della rivista della ASCII Media Works Dengeki G's Magazine. The firstIl primo volume tankōbon è stato pubblicato il 27 luglio 2011, il secondo è seguito il 27 febbraio 2012. Una seconda serie manga, illustrata da Waki Ikawa ed intitolata Koi to senkyo to chocolate SLC (SLC sta per Stay Little Cat) è iniziata nel numero di maggio 2011 di Dengeki Daioh. Il primo volume di SLC è stato pubblicato il 27 settembre 2011 mentre il secondo il 27 febbraio 2012. Due volumi ed un'antologia intitolata Koi to senkyo to chocolate comic anthology sono stati pubblicati dalla Ichijinsha fra aprile e luglio 2011.

### Internet radio show
Un programma trasmesso via Internet radio intitolato Koi-Choco Radio! Yumeshima Oboro (Ogata Megumi) no Shokken Ran Yo! ((恋チョコラジオ)夢島朧(おがためぐみ)のショッケン乱YO?) è stato trasmesso per promuovere il videogioco in diciotto episodi fra il 10 dicembre 2010 ed il 5 agosto 2011. Lo show è stato prodotto dalla Lantis e condotto da Megumi Ogata, doppiatrice di Oboro Yumeshima in Koi to senkyo to chocolate. Una seconda stagione del programma è stata trasmessa, con il titolo Koi to senkyo to chocolate Radio: Ogata Megumi no shokken ran yo!! (恋と選挙とチョコレート』ラジオ 緒方恵美のショッケン乱YO!!?) per promuovere l'anime a partire dal 13 aprile 2012.

### Anime
Una serie televisiva anime diretta da Tōru Kitahara e prodotta dalla AIC Build ed Aniplex è iniziata in Giappone nel luglio 2012 su TBS e BS-TBS.

#### Episodi
| Nº  | Giapponese 「Kanji」 - Rōmaji | In onda           | In onda |
| Nº  | Giapponese 「Kanji」 - Rōmaji | Giapponese        |         |
| 1   | 「廃部！」 - Haibu!           | 5 luglio 2012     |         |
| 2   | 「出馬！」 - Shutsuba!        | 12 luglio 2012    |         |
| 3   | 「戦略！」 - Senryaku!        | 19 luglio 2012    |         |
| 4   | 「資金！」 - Shikin!          | 26 luglio 2012    |         |
| 5   | 「祭典！」 - Saiten!          | 16 agosto 2012    |         |
| 6   | 「開票」 - Kaihyō!            | 16 agosto 2012    |         |
| 7   | 「合宿！」 - Gasshuku!        | 23 agosto 2012    |         |
| 8   | 「真実！」 - Shinjitsu!       | 30 agosto 2012    |         |
| 9   | 「事故！」 - Jiko!            | 6 settembre 2012  |         |
| 10  | 「錯綜！」 - Sakusō!          | 13 settembre 2012 |         |
| 11  | 「捜索！」 - Sōsaku!          | 20 settembre 2012 |         |
| 12  | 「投票！」 - Tōhyō!           | 27 settembre 2012 |         |
| OAV | 「恋妹!」 - Koiimo!           | 27 marzo 2013     |         |

#### Colonna sonora
Sigla di apertura
- Signal Graph (シグナルグラフ?) cantata da Annabel

Sigla di chiusura
- Kaze no Naka no Primrose (風のなかのプリムローズ? lit."Primrose in the Wind") cantata da Ceui